# Kujô l'Implacable
Kujô l'Implacable (九条の大罪, Kujō no taizai) est un seinen manga de Shōhei Manabe, prépublié dans le magazine Big Comic Spirits depuis octobre 2020 et publié par l'éditeur Shōgakukan en volumes reliés. La version française est éditée par Kana.

## Manga
Kujô l'Implacable est scénarisé et dessiné par Shōhei Manabe. La série est prépubliée dans le Big Comic Spirits, magazine seinen de l'éditeur Shōgakukan, depuis le 12 octobre 2020, et publiée au format tankōbon par Shōgakukan avec un premier volume sorti le 26 février 2021.
La version française est publiée par Kana avec un premier volume sorti le 27 janvier 2023.

### Liste des volumes
| no | Japonais          | Japonais          | Français         | Français          |
| no | Date de sortie    | ISBN              | Date de sortie   | ISBN              |
| -- | ----------------- | ----------------- | ---------------- | ----------------- |
| 1  | 26 février 2021   | 978-4-09-860848-5 | 27 janvier 2023  | 978-2-5051-2041-4 |
| 2  | 28 mai 2021       | 978-4-09-861044-0 | 12 mai 2023      | 978-2-5051-2042-1 |
| 3  | 30 août 2021      | 978-4-09-861125-6 | 18 août 2023     | 978-2-5051-2043-8 |
| 4  | 30 novembre 2021  | 978-4-09-861184-3 | 24 novembre 2023 | 978-2-5051-2044-5 |
| 5  | 30 mars 2022      | 978-4-09-861262-8 | 9 février 2024   | 978-2-5051-2528-0 |
| 6  | 29 juillet 2022   | 978-4-09-861383-0 | 12 avril 2024    | 978-2-5051-2529-7 |
| 7  | 30 novembre 2022  | 978-4-09-861471-4 | 30 août 2024     | 978-2-5051-2530-3 |
| 8  | 30 mars 2023      | 978-4-09-861603-9 |                  |                   |
| 9  | 28 septembre 2023 | 978-4-09-862521-5 |                  |                   |
| 10 | 27 décembre 2023  | 978-4-09-862609-0 |                  |                   |
| 11 | 29 février 2024   | 978-4-09-862680-9 |                  |                   |

## Accueil
La série se classe 10e de la liste des bandes dessinées recommandées par les employés de la librairie nationale 2022. Le tome 3 de la série est nommé en sélection officielle du festival d'Angoulême 2024.